# Inés Rey
Inés Rey García (La Coruña, 11 de julio de 1982) es una política española afiliada al PSOE. Desde el 15 de junio de 2019 es la alcaldesa de La Coruña.

## Trayectoria
Es licenciada en Derecho por la Universidad de La Coruña, carrera en la que tuvo como profesor de Derecho procesal a su antecesor en la alcaldía, Xulio Ferreiro. Ha ejercido de abogada en su ciudad natal y es madre de dos hijos. 
Militante de las Juventudes Socialistas y del Partido Socialista Obrero Español (PSOE), en las elecciones generales de 2011 concurrió como número 2 de la lista de su partido al Senado, por detrás del alcalde saliente Javier Losada, pero no resultó elegida senadora.
En 2018 presentó su candidatura a las primarias de su partido para optar a la alcaldía de La Coruña, junto con José Manuel García, Rafael Arangüena y Juan Ignacio Borrego. En la primera vuelta fue la segunda candidata más votada con 96 sufragios, por detrás de José Manuel García que obtuvo 143. Aun así, en la segunda vuelta que se celebró el 25 de noviembre de 2018 quedó primera, con 215 votos frente a los 178 del otro candidato, encabezando así la lista del PSdeG en las elecciones municipales de 2019 en su ciudad.
En las elecciones celebradas el 26 de mayo de 2019, la candidatura del PSdeG-PSOE fue la segunda fuerza más votada, obteniendo nueve concejales del Ayuntamiento de La Coruña, y quedando a 399 votos de la candidatura de Partido Popular encabezada por Beatriz Mato, que fue la primera fuerza en votos, empatando con nueve concejales. No obstante, Inés Rey fue proclamada alcaldesa el 15 de junio de 2019, sumando una mayoría absoluta de votos del pleno durante la investidura, con los votos a favor de los seis concejales de la Marea Atlántica y los de los dos del Bloque Nacionalista Galego (BNG), además de los del PSdG-PSOE.